# 横須賀港
横須賀港（よこすかこう）は、神奈川県横須賀市にある港湾。港湾管理者は横須賀市。港湾法上の重要港湾、港則法上の特定港に指定されている。また、周辺地区は都市景観100選に選定されている。

## 概要
東京湾の南西部、横浜港の南にあり、東京へは陸路 55 km、海路25海里（46.3 km）。面積は港湾区域が 5,525 ha、臨港地区が 283 ha。バース数（4.5 m 以上）は、ちょうど100。港湾区域は北から追浜、深浦、長浦、本港、新港、平成、大津、馬堀、走水、鴨居、浦賀、久里浜、野比の13地区に分けられている。
周辺の海岸線が入り組んでいるため天然の良港となっている。観音崎を境に東京湾の内湾と外湾（浦賀水道）にまたがっており、観音崎以南の浦賀地区と久里浜地区は東京湾内の主要な港湾で唯一浦賀水道航路を通らずに外海と行き来できる。
1853年に浦賀沖に黒船が来航、久里浜にマシュー・ペリーが上陸したが、当時は浦賀（東浦賀・西浦賀）も久里浜も横須賀とは別の村だった。横須賀港の濫觴は1865年に横須賀製鉄所（のちの横須賀海軍工廠）の建設が開始されたことであり、1884年には横浜の東海鎮守府が横須賀へ移転の上、横須賀鎮守府と改称され、以後、大日本帝国海軍の軍港として発展した。現在も海上自衛隊の横須賀基地（自衛艦隊司令部・横須賀地方総監部など）があり、アメリカ海軍第7艦隊が横須賀基地（横須賀海軍施設ほか）を置くなど、軍港としての側面を持つ。なお、両基地の近海は一般船舶の乗り入れが禁止されている。
他の旧軍港（呉港、佐世保港、舞鶴港）と同様に貿易港としての開港は1948年となる。1961年に日産自動車追浜工場が操業を開始したこともあり、主要な輸出産品は自動車で、全体の90%以上を占める。主要な輸入産品は原子力発電の燃料として使用されるウランなどの放射性元素が70%近くを占め、冷凍魚介類がそれに次ぐ。中でもマグロは日本有数の取扱量を誇る。また、フェリーが九州との間を結んでいるほか、沿岸漁業を行う漁港として利用されている地区もある。
久里浜地区（久里浜港とも呼ばれる）は、浜金谷港との間を結ぶフェリーおよび旅客船が発着している。一帯は2018年7月14日みなとオアシスの登録をしていて、みなとオアシス"ペリー久里浜"として、代表施設である旅客船ターミナルを賑わいや情報発信の拠点施設として、横須賀市の新たな観光拠点を目指している。

## 沿革

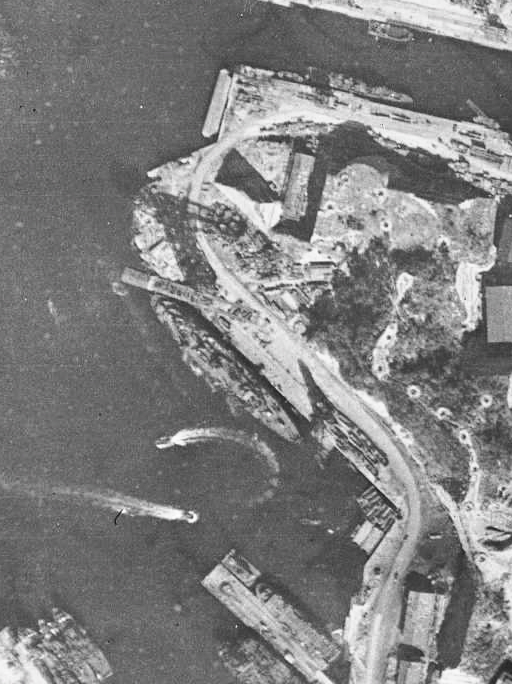
横須賀港に停泊中の長門（1946年2月）。

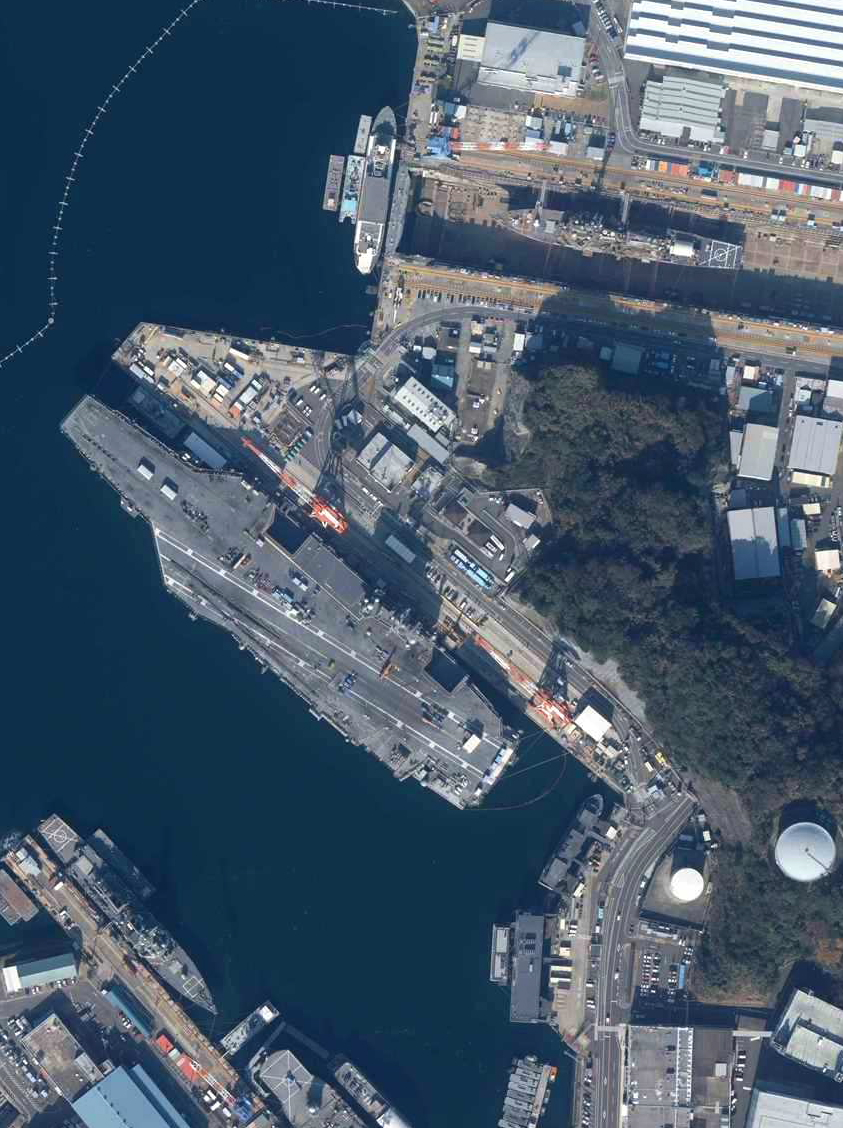
上記と同じ岸壁に停泊中のロナルド・レーガン（2016年）。

- 1565年（永禄9年） 浦賀に明の船が来航。
- 1607年（慶長12年） ルソン商船、浦賀に来航。この頃から外国貿易が鎖国により、下火になる。
- 1720年（享保5年） 浦賀に奉行所がおかれる。
- 1853年（嘉永6年）
  - 7月8日（6月3日） 浦賀沖に黒船来航
  - 7月14日（6月9日）久里浜にマシュー・ペリー上陸。
- 1865年（慶応元年） 横須賀製鉄所の建設を開始。
- 1871年（明治4年） 横須賀製鉄所が横須賀造船所と改称。
- 1884年（明治17年）12月15日 横浜の東海鎮守府が横須賀へ移転し、横須賀鎮守府と改称。以後、大日本帝国海軍の主要軍港の一つとなる。
- 1886年（明治19年） 横須賀造船所が横須賀海軍造船所と改称。
- 1889年（明治22年）5月28日 横須賀海軍造船所が横須賀鎮守府造船部と改称。
- 1897年（明治30年）9月3日 横須賀鎮守府造船部が横須賀海軍造船廠と改称。
- 1903年（明治36年）11月6日 横須賀海軍造船廠が横須賀兵器廠と合併し、横須賀海軍工廠となる。
- 1916年（大正5年） 横須賀税関監視署（現・横浜税関横須賀税関支署）を設置。
- 1923年（大正12年） 関東大震災により海軍施設などに大きな被害が出る[1]。
- 1945年（昭和20年）
  - 8月28日 アメリカ、イギリスの戦艦、巡洋艦17隻が入港。
  - 9月28日 引揚港の一つに指定[2]。
- 1948年（昭和23年）1月1日 関税法上の開港に指定。
- 1951年（昭和26年） 重要港湾に指定。
- 1953年（昭和28年） 横須賀市が港湾管理者となる。長浦・久里浜に港湾事務所を設置。
- 1972年（昭和47年） アメリカ海軍の航空母艦「ミッドウェイ」が、横須賀海軍施設を事実上の母港として配備される。
- 1974年（昭和49年） アメリカ合衆国ロサンゼルス港、ロングビーチ港と姉妹港提携。
- 1985年（昭和60年） 運輸省第二港湾建設局京浜港工事事務所（現・国土交通省関東地方整備局京浜港湾事務所）が横須賀港工事事務所を統合。
- 1991年（平成3年） 「ミッドウェイ」に代わり「インディペンデンス」配備。
- 1998年（平成10年） 「インディペンデンス」に代わり「キティホーク」配備。
- 2004年（平成16年） シャトル・ハイウェイラインが久里浜港 - 大分港のカーフェリー航路を開設、2007年まで運航。
- 2008年（平成20年） 「キティホーク」に代わり「ジョージ･ワシントン」が配備。
- 2015年（平成27年） 「ジョージ･ワシントン」に代わり「ロナルド・レーガン」が配備。
- 2021年（令和3年）7月1日 東京九州フェリーにより、横須賀港新港埠頭と北九州港を結ぶ定期カーフェリー就航[3][4]。

## 港湾規模
- 入港船舶（平成15年度）
  - 隻数 26,430隻（外航船：465隻、内航船：24,769隻（うちフェリー7,155隻））
  - 総トン数 38,574,055総トン（外航船：5,103,074総トン、内航船：33,470,981総トン（うちフェリー22,535,289総トン））
- 海上出入貨物（平成15年度）
  - 取扱貨物 16,777,127トン（総移輸出8,398,549トン、総移輸入8,378,578トン）
    - 外貿 2,221,504トン
      - 輸出 2,193,435トン
      - 輸入 28,069トン

    - 内貿 14,555,623トン
      - 移出 6,205,114トン
      - 移入 8,350,509トン

## 主な施設

### 追浜地区

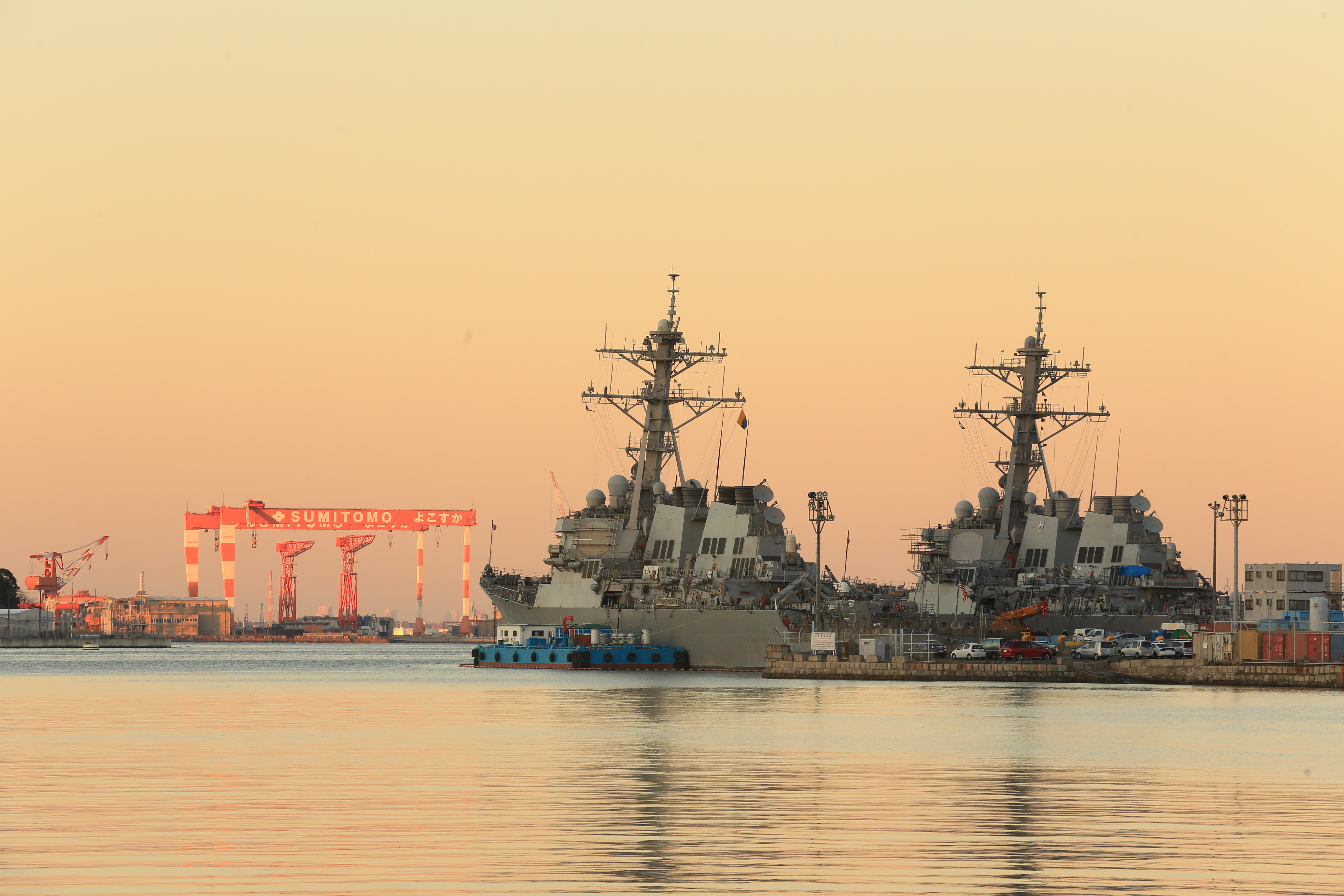
住友重機械工業横須賀製造所の橋形クレーンとアーレイ・バーク級ミサイル駆逐艦

- 住友重機械マリンエンジニアリング横須賀造船所
- 海洋研究開発機構本部
- 日産自動車追浜工場

### 船越・田浦地区
- 海上自衛隊横須賀基地船越地区
  - 自衛艦隊司令部
- 海上自衛隊艦船補給処

### 本港地区
- 海上自衛隊横須賀基地
  - 横須賀地方隊・横須賀地方総監部
- 在日米軍横須賀海軍施設
  - アメリカ海軍第7艦隊司令部
  - 海上自衛隊第2潜水隊群司令部

### 新港地区
- 三笠公園
  - トライアングル - 猿島、観音崎ゆき
- 新港ふ頭
  - 東京九州フェリー横須賀ターミナル - 北九州 新門司ゆき

### 久里浜地区
| 横須賀火力発電所（久里浜）の夕暮れ |  | 久里浜港フェリーターミナル |
| 横須賀火力発電所（久里浜）の夕暮れ |  | 久里浜港フェリーターミナル |

- 久里浜港フェリーターミナル
  - 東京湾フェリー - 金谷港ゆき
  - 東海汽船 - 伊豆大島、東京港（竹芝ふ頭）ゆき
  - 2004年 - 2007年まで、シャトル・ハイウェイラインが大分港ゆきのフェリーを運航していた。
- 久里浜ふ頭
- 横須賀火力発電所

## 関連文献
- 高村聰史『〈軍港都市〉横須賀 』〈歴史文化ライブラリー〉吉川弘文館　2021年　ISBN　9784642059305
- 上杉和央『軍港都市の一五〇年 横須賀・呉・佐世保・舞鶴』〈歴史文化ライブラリー〉 吉川弘文館  2021年　ISBN　9784642059343